# Iontový kanál

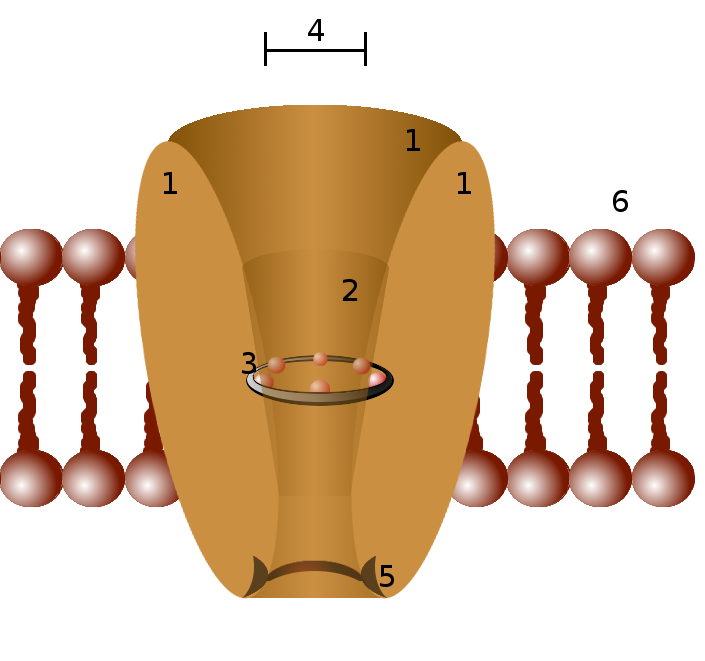
Schéma iontového kanálu: 1 - kanálové bílkovinné domény, 2 - vnější ústí, 3 - filtr zaručující selektivitu, 4 - průměr filtru, 5 - místo, kde dochází k fosforylaci, 6 - buněčná membrána

Iontový kanál je bílkovinný kanál v buněčné membráně, který skrz tuto membránu propouští určité anorganické ionty. Svou povahou to je integrální membránový protein, přenos iontů přes membránu je vlastně usnadněná difuze, tedy pasivní proces nespotřebovávající energii. Tím se liší od buněčných pump.
K typickým iontovým kanálům patří sodíkový kanál, draslíkový kanál či vápníkový kanál. Za výzkum jejich funkce a struktury bylo uděleno již několik Nobelových cen, obdrželi je E. Neher, B. Sakmann a nedávno také R. MacKinnon. Iontové kanály umožňují mimo jiné šíření vzruchu v nervové soustavě.

## Otevírání kanálů
Iontové kanály jsou často schopné se otevírat a zavírat v reakci na signály, jež k nim přichází. Podle signálu, jenž daný kanál ovládá, se rozlišují:
- iontové kanály napěťově řízené (z angl. voltage-gated)
- iontové kanály řízené chemicky (pomocí navázání určitých látek, z angl. ligand-gated) – naváže se neurotransmiter, iont či např. nukleotid[1]
- iontové kanály řízené napětím i chemicky
- iontové kanály řízené mechanicky (reagující na mechanické podráždění, např. u smyslových buněk vnitřního ucha[3])